# Libelle
En libelle er et glasrør indeholdende ethanol og en lille luftblære. Libellen er målsat med en ramme, så når den holdes vandret, befinder luftboblen sig midt i rammen og i glasset. Libeller bruges i et vaterpas.